# Haapasaari (ö i Norra Savolax, Norra Savolax, lat 63,20, long 26,33)
Haapasaari är en ö i Finland. Den ligger i sjön Nilakka och i kommunen Keitele i den ekonomiska regionen  Övre Savolax ekonomiska region  och landskapet Norra Savolax, i den centrala delen av landet, 300 km norr om huvudstaden Helsingfors. Öns area är 0,5 hektar och dess största längd är 120 meter i sydöst-nordvästlig riktning.